# استعمارية أمريكية

الوجود الأمريكي العسكري حول العالم عام 2007. اعتباراً من عام 2013 ما تزال الولايات المتحدة تملك العديد من القواعد العسكرية والقوات المتمركزة حول العالم. أدى وجود القوات الأمريكية إلى إثارة الجدل كما واجه معارضة وتحفظ البعض في الدول الأجنبية. المستضيفة.
أكثر من 1,000 قوات أمريكية
100–1,000 قوات أمريكية
استخدام لمنشآت عسكرية

تتكون الاستعمارية الأمريكية أو كما تُعرف باسم الإمبريالية الأمريكية (بالإنجليزية: American imperialism)‏ من سياسات تهدف إلى توسيع النفوذ السياسي والاقتصادي والثقافي للولايات المتحدة ليشمل مناطق خارج حدودها. وبحسب المعلق، فإنها قد تشمل الغزو العسكري أو دبلوماسية مدافع الأسطول أو معاهدات غير متكافئة أو دعمًا من حكومة الولايات المتحدة لفصائل مفضلة أو اختراقًا اقتصاديًا من خلال الشركات الخاصة يليها تدخل دبلوماسي أو قسري عند تعرض تلك المصالح لتهديدات، أو تغييرًا للنظام.
عادة ما يُعتقد أن بداية سياسة الإمبريالية تعود إلى أواخر القرن التاسع عشر، ولو أن البعض يعتبر التوسع الإقليمي للولايات المتحدة على حساب السكان الأمريكيين الأصليين شبيهًا بما فيه الكفاية لأن يوصف بهذا المصطلح. لم تشر الحكومة الفيدرالية للولايات المتحدة في أي يوم إلى أراضيها كإمبراطورية، غير أن بعض المعلقين يشيرون إليها بهذا الاسم، من بينهم ماكس بوت وآرثر ماير شليسينجر ونيال فيرغسون. واتُهمت الولايات المتحدة أيضًا بالاستعمارية الجديدة، التي عُرّفت في بعض الأحيان بأنها الصيغة الحديثة للهيمنة، التي تستخدم القوة الاقتصادية لا القوة العسكرية في إمبراطورية غير رسمية، وتستخدم في بعض الأحيان كمرادف للإمبريالية المعاصرة.
وقد نوقشت في السياسات المحلية على مدى تاريخ البلاد بأكمله مسألة إذا ما كان يتوجب على الولايات المتحدة أن تتدخل في شؤون البلدان الأجنبية. أشار الخصوم إلى تاريخ البلاد كمستعمرة سابقة ثارت ضد ملك يعيش خارج البلاد وإلى القيم الأمريكية في الديمقراطية والحرية والاستقلال. وقد برر مناصرو الرؤساء الذين كانوا قد صُنفوا إمبرياليين كجيمس مونرو وآندرو جاكسون وويليام ماكينلي وثيودور روزفلت وويليام هوارد تافت التدخلات في بلدان عديدة أو احتلالها بالإشارة إلى الحاجة إلى تعزيز المصالح الاقتصادية الأمريكية (كالتجارة وسداد الديون) ومنع التدخل الأوروبي في الأمريكيتين وفوائد إبقاء العالم ضمن نظام جيد.

## التاريخ

### نظرة عامة
على الرغم من فترات عيش مشترك سلمي، أفضت الحروب الهندية الأمريكية إلى مكاسب إقليمية كبيرة للمستعمرين الأمريكيين الذين كانوا يتوسعون في أراضيهم الأصلية. واستمرت تلك الحروب بشكل متقطع بعد الاستقلال، وقد عادت حملة تطهير عرقي عُرفت باسم إبعاد الهنود على المستوطنين الأمريكيين الأوروبيين بأقاليم أكثر أهمية على الجانب الشرقي من القارة.
بدأ جورج واشنطن سياسة عدم تدخل الولايات المتحدة التي استمرت حتى العقد الأول من القرن التاسع عشر. وأعلنت الولايات المتحدة مبدأ مونرو في عام 1821 من أجل إيقاف استعمار أوروبي أوسع لكي تتيح للمستعمرات الأمريكية نموًا أكبر، غير أن الرغبة في التوسع الإقليمي نحو المحيط الهادي كانت واضحة في مبدأ القدر المتجلي. كانت صفقة لويزيانا الضخمة صفقة سلمية، إلا أن الحرب المكسيكية الأمريكية لعام 1846 أفضت إلى ضم 525 ألف ميل مربع من الأراضي المكسيكية. وحاولت بعض العناصر توسيع الولايات التابعة للولايات المتحدة أو الجمهوريات المؤيدة لها في المكسيك وأمريكا الوسطى، وقد كان أبرزهم المغامر ويليام ووكر في جمهورية باجا كاليفورنيا في عام 1853 وتدخله في نيكاراغوا عام 1855. بل إن عضو مجلس الشيوخ من تكساس سام هيوستن اقترح قرارًا في مجلس الشيوخ «تعلن من خلاله الولايات المتحدة عن محمية فعالة في ولايات المكسيك ونيكاراغوا وكوستاريكا وغواتيمالا وهندوراس وسان سالفادور، وأن تحافظ عليها». كانت فكرة التوسع الأمريكي في المكسيك ومنطقة البحر الكاريبي شائعة بين سياسيي دول العبيد، وأيضًا بين بعض أساطين التجارة في معبر نيكاراغوا (طريق التجارة الرئيسي شبه البري الذي يربط بين المحيطين الأطلسي والمحيط الهادئ قبل قناة بنما). حاول الرئيس يوليسيس إس. غرانت ضم جمهورية الدومينيكان في عام 1870، إلا أنه فشل في نيل دعم مجلس الشيوخ.
مع الحرب الإسبانية الأمريكية، جرى التخلي كليًا عن سياسة عدم التدخل. واستحوذت الولايات المتحدة على مستعمرات الجزر المتبقية في إسبانيا، ودافع الرئيس ثيودور روزفلت عن ضم الفيليبين. راقبت الولايات المتحدة أمريكا اللاتينية بموجب لازمة روزفلت، واستخدمت في بعض الأحيان الجيش لصالح المصالح التجارية الأمريكية (كالتدخل في جمهوريات الموز وضم هاواي). كانت السياسة الخارجية مثيرة للجدل بالنسبة للشعب الأمريكي، وقد أفسحت المعارضة المحلية الطريق أمام استقلال كوبا، على الرغم من أن الولايات المتحدة كانت قد سيطرت على منطقة قناة بنما واحتلت هايتي وجمهورية الدومنيكان. عادت الولايات المتحدة إلى سياسة عدم تدخل قوية بعد الحرب العالمية الأولى، التي اشتملت على سياسة حسن الجوار إزاء أمريكا اللاتينية. وبعد خوض الحرب العالمية الثانية، أدارت العديد من جزر المحيط الهادئ التي استولي عليها خلال الحرب ضد اليابان. جزئيًا لمنع جيشي ألمانيا واليابان من أن يصبحا ضخمين إلى درجة يشكلان فيها تهديدًا، وجزئيًا بهدف احتواء الاتحاد السوفييتي، وعدت الولايات المتحدة بالدفاع عن ألمانيا (التي تشكل أيضًا جزءًا من حلف شمال الأطلسي) واليابان (عبر معاهدة التعاون والأمن المتبادل بين الولايات المتحدة واليابان)، اللتين كانتا قد تعرضتا لهزيمة من قبل الولايات المتحدة في الحرب واللتين باتتا ديمقراطيات مستقلة. واحتفظت الولايات المتحدة بقواعد عسكرية ضخمة في كلا البلدين.
أعادت الحرب الباردة توجيه السياسة الخارجية الأمريكية نحو معاداة الشيوعية، ومارست السياسة الخارجية الأمريكية السائدة دورها بصفتها قوة عظمى عالمية تمتلك سلاحًا نوويًا. بالرغم من مبدأ ترومان ومبدأ ريغان، حددت الولايات المتحدة مهمتها بحماية الشعوب الحرة ضد نظام غير ديمقراطي، وأصبحت السياسة الخارجية المعادية للسوفيات قسرية وفي بعض الأحيان سرية. اشتمل تورط الولايات المتحدة في تغيير الأنظمة الإطاحة بالحكومة المنتخبة ديمقراطيًا في إيران وغزو خليج الخنازير في كوبا واحتلال غرينادا والتدخل في انتخابات أجنبية عديدة. أدت حرب فيتنام الطويلة والدامية إلى انتقادات واسعة ل«غطرسة القوة» ولانتهاكات القانون الدولي التي ارتكبتها «الرئاسة الإمبريالية»، واتهم مارتن لوثر كينغ، من بين آخرين، الولايات المتحدة بشكل جديد للكولونيالية.
رأى كثيرون أن المصالح النفطية الأمريكية كانت وراء شن حرب الخليج التي أعقبت الحرب الباردة في عامي 1990 و1991، على الرغم من أنها صدت الغزو العدواني للكويت. وبعد هجمات 11 سبتمبر في عام 2001، أثيرت مرة أخرى الأسئلة حول الإمبريالية مع غزو الولايات المتحدة الأمريكية لأفغانستان بهدف الإطاحة بنظام طالبان (الذي كان يؤوي المهاجمين) وغزو العراق (الذي ادعت الولايات المتحدة زورًا أنه يمتلك أسلحة تدمير شامل) في عام 2003. أفضى الغزو إلى انهيار الحكومة البعثية العراقية واستبدالها بسلطة الائتلاف المؤقتة. وفي أعقاب الغزو، برز تمرد ضد قوات التحالف والحكومة العراقية المنتخبة حديثًا، واندلعت حرب أهلية طائفية. فتحت حرب العراق صناعة النفط أمام شركات الولايات المتحدة لأول مرة منذ عقود وجادل كثيرون بأن الغزو يشكل انتهاكًا للقانون الدولي. قُتل نحو 500 ألف شخص خلال كلتا الحربين حتى عام 2018.
وفي ما يتعلق بالهيمنة على الأراضي، دمجت الولايات المتحدة (مع حقوق التصويت) جميع الأراضي التي هيمنت عليها في قارة أمريكا الشمالية، بما في ذلك ألاسكا غير المجاورة.
أصبحت هاواي أيضًا دولة ذات تمثيل متساو في البر الرئيسي، إلا أن الولايات القضائية الجزرية الأخرى التي استولي عليها خلال زمن الحرب تبقى أراض، وهي غوام وبويرتوريكو وجزر العذراء الأمريكية وساموا الأمريكية وجزر ماريانا الشمالية. (قدمت الحكومة الفيدرالية اعتذارًا رسميًا عن الإطاحة بحكومة هاواي في عام 1993). أصبحت بقية الأراضي التي استولي عليها مستقلة مع درجات متفاوتة من التعاون، وقد كانت تتراوح بين ثلاث دول مرتبطة بحرية تشارك في برامج الحكومة الفيدرالية مقابل حقوق إنشاء قواعد عسكرية، وبين كوبا التي قطعت علاقاتها الدبلوماسية خلال الحرب الباردة. كانت الولايات المتحدة من بين المؤيدين العلنيين لإنهاء الاستعمار الأوروبي بعد الحرب العالمية الثانية (بعد أن بدأت فترة انتقالية لمدة عشرة أعوام من أجل استقلال الفيلبين في عام 1934 من خلال قانون تايدينغز مكدافي). وعلى الرغم من ذلك، فإن رغبة الولايات المتحدة بنظام غير رسمي من الريادة العالمية خلال «القرن الأمريكي» غالبًا ما أدخلتها في نزاعات مع حركات التحرر الوطني. منحت الولايات المتحدة اليوم الجنسية للأمريكيين الأصليين وأقرت لهم بدرجة معينة من السيادة القبلية.

### الحروب الهندية والقدر المتجلي في القرنين الثامن عشر والتاسع عشر
أكد المؤرخ في جامعة ييل بول كينيدي «منذ وصول المستوطنين الأوائل إلى فيرجينيا من إنجلترا وبداية تنقلهم غربًا، كانت هذه الأمة أمةً إمبريالية، أمة غازية». مضيفًا على توصيف جورج واشنطن للفترة الباكرة من تاريخ الولايات المتحدة ك«إمبراطورية ناشئة»، كتب بينجامين فرانكلين: «وبذلك فإن الأمير الذي يضم منطقة جديدة، أو يجدها غير مأهولة، أو يطرد سكانها الأصليين لكي يمنح شعبه وطنًا، والمشرع الذي يضع قوانين فعالة لتعزيز التجارة ويزيد العمالة ويحسن الأرض بحراثة أكثر أو أفضل، ويوفر المزيد من الغذاء عن طريق مصايد الأسماك ويؤمّن الملكيات وما إلى ذلك، والرجل الذي يخترع حرفًا أو فنونًا أو صناعات جديدة أو تحسينات جديدة في الزراعة، فبإمكاننا أن نسميهم بصورة معبرة آباء الأمة، إذ إنهم السبب وراء جيل الجموع من خلال التشجيعات التي يقدمونها للزواج».

### القرن العشرين

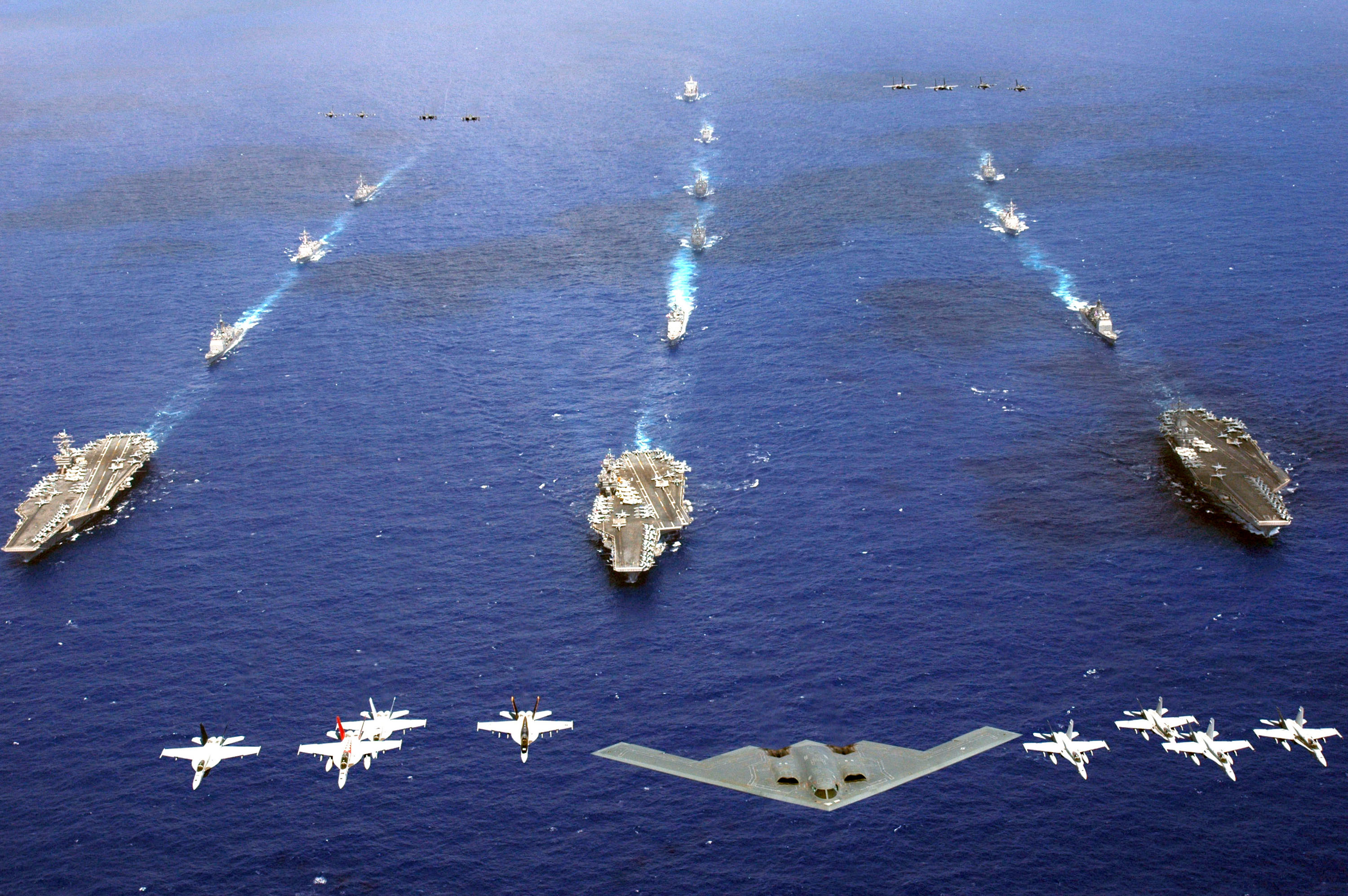
« شرطي العالم » في 18 يونيو 2006، حشد 28 سفينة، بينها ثلاث حاملات طائرات نووية، 300 طائرة ونحو 000 20 جندي. في خطة إعلامية ترتبط بأزمة في يوليو 2006، حين كانت كوريا الشمالية تستعد لإجراء أول تجربة نووية.

بدأ القرن العشرين بإحكام السيطرة على جزيرة جوانتانامو تلاها مباشرة في نفس العام العديد من العمليات العسكرية في كولومبيا، وفي العام التالي عملية أخرى في هندوراس. وفي العام 1914 قامت قوات المارينز بغزو هايتي والاستيلاء على البنك المركزي لتحصيل ديون هايتي لأمريكا بالقوة، وفي العام التالي تم احتلال هايتي لمدة 19 عام.
وفي الحرب العالمية الأولى دخلت أمريكا حليفاً لبريطانيا وفرنسا في حرب إعادة اقتسام المستعمرات في العالم. في نفس الوقت قامت بشن حملة عسكرية في عام 1916 على جمهورية الدومينكان لفرض سيطرتها وتعيين حكومة عسكرية استمرت ثمان سنوات، بدلا من الحكومة الثورية التي قامت بإسقاطها. وفي عام 1932 شنت القوات الأمريكية عمليات عسكرية بهدف غزو السلفادور.
اشتركت أمريكا في الحرب العالمية الثانية التي أنهتها بإلقاء قنبلتين ذريتين هيروشيما وناجازاكي لتقتل ما يقرب من 200 ألف وتصيب وتشوه مئات الآلاف من المدنيين. وفي عام 1954 أطاحت أمريكا بحكومة جواتيمالا. وفي عام 1961 فشلت أمريكا في عميلة إنزال لقواتها بكوبا فيما عرف بعملية غزو خليج الخنازير. وفي عام 1967 دعمت المخابرات الأمريكية الحكومة العسكرية في بوليفيا لمحاربة الثوار بزعامة جيفارا. وفي نهاية الستينات وإلى بداية السبعينيات حاولت أمريكا غزو فيتنام وبالرغم من هزيمتها إلا أنها خلفت ورائها ما قد يصل إلى ثلاثة ملايين قتيل من الشعب الفيتنامي. وفي عام 1973 ساهمت أمريكا في إنهاء حكم سلفادور أليندي في شيلي ونجاح اليمين في إقامة حكومة ديكتاتورية عسكرية.
في عام 1982 دخلت أمريكا بقوات في لبنان لمطاردة عناصر المقاومة الفلسطينية ولدعم إسرائيل في غزوها للبنان تحت ستار قوات حفظ السلام الدولية واضطرت للانسحاب في عام 1983 بعد قتل 241 جندي من المارينز في عملية واحدة. في عام 1986 غارت الطائرات الأمريكية على الأراضي الليبية بحجة تورط ليبيا في عمل إرهابي ضد أمريكا، أسفرت الغارات عن قتل وإصابة العشرات. وفي عام 1989 تم اجتياح بنما لعزل الديكتاتور نورييجا الذي كانت قد نصبته للحكم من قبل، وأسفر الغزو عن قتل عشرة آلاف بنمي والسيطرة على قناة بنما الهدف الوحيد من الغزو. وفي عام 1992 حصلت أمريكا على تفويض من الأمم المتحدة بقيادة تحالف لاحتلال الصومال، قتل فيها عشرة آلاف صومالي، بحجة إعادة الاستقرار إليه بعد حرب أهلية طاحنة.
في عام 1991 دخلت أمريكا على رأس تحالف دولي في حرب مع الجيش العراقي فيما سمي بعملية تحرير الكويت، أسفرت عن إلقاء 880 ألف طن من القنابل ليتم قتل ما يقرب من 200 ألف عراقي وإصابة ما يزيد على نصف مليون آخرين علاوة على عشرات الآلاف الذين أصيبوا بالسرطان على أثر ضرب الأراضي العراقية بقنابل اليوارنيوم المخضب.
قصفت الطائرات الأمريكية ملجأ العامرية. مما أدى إلى قتل 400 مدني وجرح أكثر من 1.500 آخرين، العديد منهم من النساء والأطفال.
تم قتل عشرات الآلاف من الجنود العراقيين العزل عند نهاية حرب الخليج الثانية.
تم فرض حصار وعقوبات شاملة ضد العراق، الذي عانى من جرّائه الجماهير العراقية لعملية نقص في الغداء. فبسبب العقوبات مات نصف مليون طفل عراقي خلال عقد التسعينات فقط، ومات أكثر من مليون عراقي آخرين.
في عام 1999 أمطرت قوات التحالف الأمريكي ـ البريطاني العراق بوابل من القنابل والصواريخ أدى إلى سقوط مئات الضحايا وآلاف المصابين علاوة على تدمير العديد من منشئات البنية الأساسية والمنازل وخسائر جمة في مخازن السلع. وذلك لإجبار صدام على دخول المفتشين الدوليين للعراق.

## الحرب على الإرهاب
أتاحت «الحرب ضد الإرهاب» للولايات المتحدة الأمريكية إقامة مجموعة قواعد عسكرية في آسيا الوسطى- وهي منطقة جديدة بالنسبة لها، وإرسال قواتها من جديد إلى الفليبين التي ُسحبت منها خلال سنوات 1990. ليس الحفاظ على السيطرة العسكرية الأمريكية الهدف الوحيد للإستراتيجية الكبيرة لإدارة بوش. إنها تسعى أيضا إلى فرض النموذج الانجلو-أمريكي من الرأسمالية اللبرالية على العالم برمته. يؤكد بوش في تقديمه لوثيقة الإستراتيجية القومية للأمن:«انتهت الصراعات الكبرى للقرن العشرين بين الحرية والتوتاليتارية بنصر حاسم لقوى الحرية وبنموذج مستديم وحيد لنجاح أمة: الحرية والديمقراطية والسوق الحرة.» إنه بالفعل نمط خاص جدا من النزعة الأممية التي تترك للشعوب حرية اختيار «النموذج الوحيد المستديم»، الرأسمالية الليبرالية.
بعد أحداث 11 سبتمبر 2001 قررت أمريكا اجتياح أفغانستان لإسقاط حكم طالبان ومطاردة بن لادن ضمن عملية كبيرة استهدفت القضاء على ما سمته بالإرهاب. أسفرت عن قتل ما يزيد عن خمسة آلاف شخص وتشريد وتجويع ملايين الأفغان لينتقلوا من وضع سيئ لوضع أكثر سوءاً.

### المسلمون والإمبريالية الأمريكية
حسب بعض المؤيدين لفكرة «المؤامرة الطائفية» (بالإنجليزية: sectarian conspiracy)‏ فإن ما يشهده العراق حالياً هو جزء من خطة واسعة يمكن أن ندعوها - صناعة أمريكية- لتقسيم وتشتيت شعب العراق، بخاصة، والعالم العربي- الإسلامي، بعامة. فحسب فكرة المؤامرة الطائفية، فأن مئات آلاف المسلمين قُتلوا عندما دفعت الولايات المتحدة نحو إشعال الحرب العراقية-الإيرانية مع استمرارها تزويد الطرفين بآلة الدمار بغية إنهاك الدولتين وبذر عوامل الكراهية والشقاق والاحتراب بين المذهبين الإسلاميين. كذلك قُتل مئات آلاف أخرى عندما قررت الولايات المتحدة التخلص من النظام العراقي السابق.

## النظام السياسي
الوضع الأمريكي الجديد قائم على القوة القطبية الواحدة، حيت تم التحول إلى الولوج في القرن الأمريكي الجديد (بالإنجليزية: The New American Century)‏؛ وهو ما يعني تغيير الأدوات والإستراتيجيات المؤدية إلى ذلك وفقًا لمتطلبات هذه المرحلة، وبالتالي التحول عن سياسة الاحتواء المزدوج التي فشلت في التعامل مع العراق على مدار أكثر من عقد إلى اتباع سياسة الاقتلاع من الجذور وفق الحكمة الشهيرة «الوقاية خير من العلاج» أو حسب المنهج الوقائي الأمريكي الجديد Preemptive. فالولايات المتحدة تمسك حاليًا بناصية العوامل المؤهلة للعب دور إمبراطوري بشكل نادر الحدوث؛ فهي تمتلك القوة العسكرية والأرضية الاقتصادية القوية، وكذلك القوة العلمية والتكنولوجية، كما تمتلك أيضًا القوة الناعمة "Soft Power"، ويقصد بها القوة الثقافية -وليست الروحية- التي تبدأ من سيجار المارلبورو، ومرورًا بأفلام هوليود، هذه القدرات لم تجتمع أبدًا في قوة عالمية مثلما اجتمعت في الولايات المتحدة.
يعتقد بعض المحللين أن وجود القانون الدولي وهيئة الأمم المتحدة شكل عقبة أمام أمريكا، لذلك عمدت إلى تجاوز الأمم المتحدة ومحاولة إلغائها، وسيطرت على مجلس الأمن وجعلته لعبة بين يديها ودائرة من دوائرها وصاغت قراراته كما تريد.
النظرة الجيوسياسية التي تهيمن على فكر الإدارة الأمريكية تجاه العراق، والتي تنبع من الرغبة في بسط الهيمنة العالمية، لا تقتصر فقط على الاحتفاظ بقواعد عسكرية حول العالم في أي وقت تريده، ولكنها أيضًا ترى ضرورة التحكم في مختلف مصادر الموارد الطبيعية المؤكدة والمحتملة، والتي يأتي على رأسها النفط، وخاصة نفط الخليج.

## الرأسمالية الأمريكية
الرغبة الأمريكية في السيطرة على النفط الخليجي لا تنبع من حجم مساهمته في الاحتياجات النفطية الأمريكية، بقدر ما هو السبيل لجعل الولايات المتحدة تحتفظ بمفاتيح الطاقة العالمية في يدها، وما يعنيه ذلك من التحكم في حركة منافسيها العالميين. بسط الهيمنة على واحد من أهم مصادر الطاقة في العالم كي تكتمل مقومات الإمبراطورية الأمريكية المزمع بناؤها، وليس أدل على ذلك مما ورد في إستراتيجية الطاقة القومية (بالإنجليزية:  National Energy Policy)‏ أو ما يعرف بـ«تقرير تشيني Cheney Report» الذي يشير إلى ضرورة أن يكون هناك قواعد عسكرية على رأس جميع منافذ النفط في العالم بدءا من كازاخستان، وانتهاء بأنغولا في أفريقيا.
كما تشير تلك الوثيقة أيضًا إلى أنه بحلول عام 2020 فإن النفط الخليجي سيساهم بما يتراوح بين 54 و67% من معروض النفط العالمي الخام «... وهو ما يجعل هذا الإقليم حيويًا بالنسبة لمصالح الولايات المتحدة...» هكذا يقول التقرير حرفيًا، كما تشير بعض التقديرات إلى أن السعودية التي تصل طاقتها الإنتاجية حاليًا إلى نحو 10.5 ملايين برميل يوميًا، والعراق بنحو 2.5 مليون برميل يوميًا، سوف ترتفع طاقتاهما الإنتاجيتان كي تصل إلى نحو 22.1 و10 ملايين برميل يوميًا لكل منهما على التوالي، وذلك خلال الـ17 عامًا القادمة.